# Fronda (botanica)
La fronda, in botanica, è una struttura di foglie simile alle felci. Questo termine è generalmente usato per indicare le foglie delle palme e di altre piante con composizioni di foglie pennate.